# 排山镇
排山镇，是中华人民共和国江西省上饶市广丰区下辖的一个乡镇级行政单位。

## 行政区划
排山镇下辖以下地区：
排山社区、三十八都村、墩头村、塘上村、黄狮村、王坑村、西山底村、下余村、余坡温村、牌门村和荷坞村。